# Kleinsche Quadrik
Die Kleinsche Quadrik ist in der projektiven Geometrie eine kegelige Quadrik im 5-dimensionalen projektiven Raum, die in homogenen Koordinaten durch die Gleichung
{\displaystyle x_{0}x_{5}-x_{1}x_{4}+x_{2}x_{3}=0}
beschrieben wird.
Sie parametrisiert Geraden im dreidimensionalen projektiven Raum, siehe Plücker-Koordinaten.